# Az Egy kapcsolat szabályai epizódjainak listája
Ez a szócikk a Egy kapcsolat szabályai című sorozat epizódjait listázza.

## Évados áttekintés
| Évad | Évad | Részek száma | Részek száma | Eredeti sugárzás     | Eredeti sugárzás  | Eredeti adó | Magyar sugárzás     | Magyar sugárzás     | Magyar adó |
| Évad | Évad | Részek száma | Részek száma | Évadbemutató         | Évadzáró          | Eredeti adó | Évadbemutató        | Évadzáró            | Magyar adó |
| ---- | ---- | ------------ | ------------ | -------------------- | ----------------- | ----------- | ------------------- | ------------------- | ---------- |
|      | 1.   | 7            | 7            | 2007. február 5.     | 2007. március 19. | CBS         | 2010. május 12.     | 2010. május 18.     | Viasat 3   |
|      | 2.   | 15           | 15           | 2007. szeptember 24. | 2008. május 19.   | CBS         | 2010. május 19.     | 2010. június 2.     | Viasat 3   |
|      | 3.   | 13           | 13           | 2009. március 2.     | 2009. május 18.   | CBS         | 2010. június 3.     | 2010. június 15.    | Viasat 3   |
|      | 4.   | 13           | 13           | 2010. március 1.     | 2010. május 24.   | CBS         | 2010. június 16.    | 2010. július 2.     | Viasat 3   |
|      | 5.   | 24           | 24           | 2010. szeptember 20. | 2011. május 19.   | CBS         | n. a.               | n. a.               | Viasat 3   |
|      | 6.   | 15           | 15           | 2011. október 20.    | 2012. május 17.   | CBS         | 2012. augusztus 10. | 2012. augusztus 31. | Viasat 3   |
|      | 7.   | 13           | 13           | 2013. február 4.     | 2013. május 20.   | CBS         | 2013. július 16.    | n. a.               | Viasat 3   |

## Epizódok

### Első évad (2007)
| Sor. | Év. | Cím                                                 | Rendező       | Író                      | Premier                           | Nézettség         | Gyártási szám |
| --- | --- | --------------------------------------------------- | ------------- | ------------------------ | --------------------------------- | ----------------- | ------------- |
| 1. | 1.  | A költőzés (Pilot)                                  | Andy Ackerman | Tom Hertz                | 2007. február 5. 2010. május 12.  | 14,83 millió n.a. | 101           |
| Mikor Jeff és Audrey tanácsokat adnak szomszédjaiknak, Jennifer-nek és Adam-nek, az újdonsült jegyeseknek, akaratlanul is kirobbantják a vitát maguk között. Mindeközben, Jennifer gatyába rázza Adam legjobb barátját, Russell-t, mivel hisz benne, hogy csak a megfelelő nő hiányzik mellőle, aki megváltoztatná agglegény szokásait.Ebben az új vígjátéksorozatban nyomon követhetjük egy kedves házaspár, egy friss jegyespár és egy elégedett agglegény egyedülálló barátságát, miként érvényesülnek a párkapcsolatok útvesztőjében. |     |                                                     |               |                          |                                   |                   |               |
| 2. | 2.  | A születésnapi ajándék (The Birthday Deal)          | Andy Ackerman | Tom Hertz                | 2007. február 12. 2010. május 13. | 13,43 millió n.a. | 102           |
| Itt az idő megszervezni Jeff szülinapi buliját, melyben mindenki érdekelt, azonban Audrey a kelleténél is több időt tölt a szervezéssel, ami elszomorítja Jeff-et. Mindeközben, Russell megszállottan próbálja kitalálni, milyen ajándéknak is örülne Jeff igazán.Ebben az új vígjátéksorozatban nyomon követhetjük egy kedves házaspár, egy friss jegyespár és egy elégedett agglegény egyedülálló barátságát, miként érvényesülnek a párkapcsolatok útvesztőjében.                                                                      |     |                                                     |               |                          |                                   |                   |               |
| 3. | 3.  | A fiatal és a nyughatatlan (Young and the Restless) | Ted Wass      | Jon Sherman              | 2007. február 19. 2010. május 14. | 13,86 millió n.a. | 103           |
| Audrey fogadást köt Jeff-fel, hogy nem tudja megszerezni egy fiatalabb nő számát és engedélyez számára egy szabad estét a jegygyűrűjének viselése nélkül. Jennifer megharagszik Adam-re, mert kiderül, hogy közös ágyukat a volt barátnőjével vette. Russell-nek új randi partnere van, azonban hazudik neki a saját koráról..Ebben az új vígjátéksorozatban nyomon követhetjük egy kedves házaspár, egy friss jegyespár és egy elégedett agglegény egyedülálló barátságát, miként érvényesülnek a párkapcsolatok útvesztőjében.          |     |                                                     |               |                          |                                   |                   |               |
| 4. | 4.  | Játékra fel (Game On)                               | Ted Wass      | Linda Videtti Figueiredo | 2007. február 26. 2010. május 16. | 13,57 millió n.a. | 104           |
| Audrey-t előléptetik, de mikor elmeséli Jeff-nek, a férfi nem tűnik túl izgatottnak a hír hallatán. Adam vesz egy új videójátékot, aminek Russell-el rabjai lesznek.Ebben az új vígjátéksorozatban nyomon követhetjük egy kedves házaspár, egy friss jegyespár és egy elégedett agglegény egyedülálló barátságát, miként érvényesülnek a párkapcsolatok útvesztőjében. |     |                                                     |               |                          |                                   |                   |               |
| 5. | 5.  | Gyerekek (Kids)                                     | Ted Wass      | Tom Hertz                | 2007. március 5. 2010. május 16.  | 12,51 millió n.a. | 105           |
| Jennifer és Adam egy romantikus hétvégét tervez, míg Jeff és Audrey a gyerekvállaláson gondolkoznak. Ezalatt Russell összefut egy idősebb nővel, Constance-szal a múltjából és úgy dönt, el akarja kápráztatni őt.Ebben az új vígjátéksorozatban nyomon követhetjük egy kedves házaspár, egy friss jegyespár és egy elégedett agglegény egyedülálló barátságát, miként érvényesülnek a párkapcsolatok útvesztőjében. |     |                                                     |               |                          |                                   |                   |               |
| 6. | 6.  | Egy nehéz nap éjszakája (Hard Day's Night)          | Ted Wass      | Tom Hertz                | 2007. március 12. 2010. május 17. | 11,47 millió n.a. | 106           |
| Jeff bajban van. Nem tudja hogyan mondja el Audrey-nak, hogy "felizgult" mikor Jennifer megmasszírozta, megköszönve a férfi segítségét. Most, Jeff-nek szembe kell néznie Audrey-val.Ebben az új vígjátéksorozatban nyomon követhetjük egy kedves házaspár, egy friss jegyespár és egy elégedett agglegény egyedülálló barátságát, miként érvényesülnek a párkapcsolatok útvesztőjében. |     |                                                     |               |                          |                                   |                   |               |
| 7. | 7.  | Jeff emlékei (Jeff's Wooby)                         | Ted Wass      | Barry Wernick            | 2007. március 19. 2010. május 18. | 9,26 millió n.a.  | 107           |
| Audrey megrémül Jeff minden pólóról eszébe jutó, állandó visszaemlékezéseitől, de nem sokkal később rájön, hogy az igazán jó dolgok, még csak most jönnek majd az életében. Mindeközben Russell úgy gondolja, rátalált a tökéletes nőre..Ebben az új vígjátéksorozatban nyomon követhetjük egy kedves házaspár, egy friss jegyespár és egy elégedett agglegény egyedülálló barátságát, miként érvényesülnek a párkapcsolatok útvesztőjében.                                                                                               |     |                                                     |               |                          |                                   |                   |               |

### Második évad (2007-2008)
| Sor. | Év. | Cím                                                 | Rendező         | Író                      | Premier                              | Nézettség         | Gyártási szám |
| --- | --- | --------------------------------------------------- | --------------- | ------------------------ | ------------------------------------ | ----------------- | ------------- |
| 8. | 1.  | Flörtölni egy forgószéllel (Flirting With Disaster) | Gary Halvorson  | Steve Holland            | 2007. szeptember 24. 2010. május 19. | 12,23 millió n.a. | 201           |
| Jeff folytonos horkolása miatt Audrey nem tud aludni, így elhatározza, mostantól külön hálószobában fognak aludni. Míg ez valaki számára rossz hatással lenne, addig Jeff látja benne a pozitív dolgokat. Az újdonsült szabadságát maximálisan kihasználja; hajnalig van ébren és úgy viselkedik, mint egy főiskolás hallgató    |     |                                                     |                 |                          |                                      |                   |               |
| 9. | 2.  | Audrey és a nagy testvér (Audrey's Sister)          | Ted Wass        | Sivert Glarum            | 2007. október 1. 2010. május 20.     | 10,09 millió n.a. | 202           |
| Mikor Audrey nővérének, Barbara-nak gondjai vannak a házasságával, az egyetlen dolog, amire egyáltalán nincs szüksége, egy férfi, aki mindenféle trükköket bevetve ágyba akarná csábítani. Nos, a rossz hír azonban, hogy Audrey épp egy ilyen fickót ismer. Russell mindent megtesz, hogy Barbara egy éjszakára az övé legyen.. |     |                                                     |                 |                          |                                      |                   |               |
| 10. | 3.  | Majd én megmondom (Mr. Fix It)                      | Gary Halvorson  | Tom Hertz                | 2007. október 8. 2010. május 21.     | 10,68 millió n.a. | 203           |
| Jeff könnyen bajban találja magát, mikor megpróbálja elsimítani Audrey egyik afférját az egyik szomszédjukkal. Mindeközben, Jennifer és Adam felfedezik a szex videók világát és megértik, hogy gyakran a képzelet jobb, mint a beállított képek..                                                                               |     |                                                     |                 |                          |                                      |                   |               |
| 11. | 4.  | A fiú kód (Guy Code)                                | Mark Cendrowski | Mike Haukom              | 2007. október 15. 2010. május 23.    | 10,81 millió n.a. | 204           |
| Audrey betekintést nyer a 'pasi kódex-be', mikor Jeff megoszt vele egy titkot az új barátjáról. |     |                                                     |                 |                          |                                      |                   |               |
| 12. | 5.  | A táska mizéria (Bag Ladies)                        | Gail Mancuso    | Vanessa McCarthy         | 2007. október 22. 2010. május 23.    | 10,82 millió n.a. | 205           |
| Jeff fel akarja turbózni szexuális életüket Audrey-val. Russell egy új lánnyal randizik, akiről szinte semmit nem tud. Míg Adam egy ajándékot kap Jennifer-től, ami miatt rengeteget kell szégyenkeznie a srácok előtt. |     |                                                     |                 |                          |                                      |                   |               |
| 13. | 6.  | A régi iskola (Old School Jeff)                     | Gary Halvorson  | Linda Videtti Figueiredo | 2007. október 29. 2010. május 24.    | 11,24 millió n.a. | 206           |
| Jeff-nek ritka lehetősége adódik eltölteni egy estét a fiúkkal, inkább mintsem elmenjen egy esküvőre. Vajon Audrey félelme Jeff-fel kapcsolatban valóra válik? |     |                                                     |                 |                          |                                      |                   |               |
| 14. | 7.  | Az eljegyzési parti (Engagement Party)              | Mark Cendrowski | Tom Hertz                | 2007. november 5. 2010. május 25.    | 10,77 millió n.a. | 207           |
| Jennifer és Adam úgy dönt, megengedik Audrey-nak, hogy szervezzen nekik egy eljegyzési partit, és így új dolgokat kaphatnak az otthonukba. Az egyetlen dolog, ami bonyodalmat okoz, amikor Jeff értesül a buliról. Barbara jó hírekkel érkezik vissza a városba, aminek Russel nagyon örülni fog.                                |     |                                                     |                 |                          |                                      |                   |               |
| 15. | 8.  | Párosan szebb (Fix Ups & Downs)                     | Gary Halvorson  | Barry Wernick            | 2007. november 12. 2010. május 26.   | 11,46 millió n.a. | 208           |
| Audrey és Jennifer kerítőt játszik, egészen addig amíg Adam és Jeff is érintett lesz a dologban. Russel összefut egy nővel Jeffék házában és úgy érzi megtalálta élete szerelmét. Ezután egyre többet lóg a ház körül, hogy újra egymásba botoljanak..                                                                           |     |                                                     |                 |                          |                                      |                   |               |
| 16. | 9.  | Anyós a láthatáron (A Visit From Fay)               | Mark Cendrowski | Carol Leifer             | 2007. november 19. 2010. május 27.   | 11,48 millió n.a. | 209           |
| Mikor Adam édesanyja látogatóba érkezik, Jennifer meglepő dolgokat tud meg a nő eddigi életéről. Jeff-nek és Audrey-nak új szórakozási lehetőségeket kell keresniük, miután a műholdvevőjüket baleset éri és egyik adást sem tudják nézni a TV-ben.                                                                              |     |                                                     |                 |                          |                                      |                   |               |
| 17. | 10. | Egy különleges hétvége (Time Share)                 | Andy Ackerman   | Tom Hertz                | 2008. április 14. 2010. május 28.    | 10,40 millió n.a. | 210           |
| Jennifer és Adam úgy dönt, hogy elmennek egy kiruccanásra Jeff-fel és Audrey-vel, azonban később azt kívánják bárcsak otthon maradtak volna, mikor kiderül a kirándulás valódi oka. |     |                                                     |                 |                          |                                      |                   |               |
| 18. | 11. | A szuper spermák (Jen At Work)                      | Gail Mancuso    | Steve Holland            | 2008. április 21. 2010. május 30.    | 10,57 millió n.a. | 211           |
| Adam azt akarja, hogy Russell egyezzen bele, hogy Jen készíthesse el a következő reklámkampányt az egyik ügyfelüknek. Azonban Russel és Jeff szerint, ez nem biztos, hogy jó ötlet lenne. Mikor Audrey megosztja termékenységi eredményeiket Jen-nel, egy ajándékot kap a lánytól, mely szerencsét hozhat nekik ezügyben.        |     |                                                     |                 |                          |                                      |                   |               |
| 19. | 12. | Az optimális férfi (Optimal Male)                   | Ted Wass        | Mike Haukom              | 2008. április 28. 2010. május 30.    | 10,31 millió n.a. | 212           |
| Jeff megszállottan szeretne leadni pár kilót, hogy előnyösebb életbiztosítási szerződéshez jusson. Adam összetalálkozik volt barátnőjével, így Jennifer nagyon féltékeny lesz. |     |                                                     |                 |                          |                                      |                   |               |
| 20. | 13. | Az ellenőrzés (Russell's Father's Son)              | Gail Mancuso    | Sivert Glarum            | 2008. május 5. 2010. május 31.       | 10,39 millió n.a. | 213           |
| Russell apja, aki egyben főnöke is, látogatóba érkezik és úgy tűnik, jobban kedveli Adam-et, mint Russell-t. Így felkéri őt, hogy egy promóciós videóben játssza el Russell-t, a saját fiát. Mikor Jen és Adam tönkreteszik a lefolyót a fürdőszobájukban, Audrey felajánlja nekik a saját fürdőjük használatát..                |     |                                                     |                 |                          |                                      |                   |               |
| 21. | 14. | Az ajánlólevél (Buyer's Remorse)                    | Mark Cendrowski | Linda Videtti Figueiredo | 2008. május 12. 2010. június 1.      | 10,62 millió n.a. | 214           |
| Adam és Jennifer tudomást szereznek egy lakásról az épületben, amit meg tudnának vásárolni. come Jeff és Audrey beleegyezik, hogy támogatják őket a tanácsnál. Kerry, Russel egyik egyéjszakás kalandja, elkezd dolgozni a kedvenc éttermükben.                                                                                  |     |                                                     |                 |                          |                                      |                   |               |
| 22. | 15. | A bazi nagy ajándék (Pimp My Bride)                 | Ted Wass        | Barry Wernick            | 2008. május 19. 2010. június 2.      | 12,29 millió n.a. | 215           |
| Russell kipróbál egy újabb megközelítést, hogy nőt szerezzen magának. A lakását műteremmé alakítja át és ezzel próbálja meg odacsábítani a lányokat. Mindeközben Adam és Jennifer kijelöli esküvőjük időpontját. |     |                                                     |                 |                          |                                      |                   |               |

### Harmadik évad (2009)
| Sor. | Év. | Cím                                            | Rendező         | Író                      | Premier                            | Nézettség         | Gyártási szám |
| --- | --- | ---------------------------------------------- | --------------- | ------------------------ | ---------------------------------- | ----------------- | ------------- |
| 23. | 1.  | Russell titka (Russell's Secret)               | Mark Cendrowski | Jeffrey Richman          | 2009. március 2. 2010. június 3.   | 11,82 millió n.a. | 301           |
| Russell a musicalek nagy rajongója. Vajon egy-két ingyen jeggyel le tudja fizetni Audrey-t, hogy megőrizze titkát? Adam és Jennifer kitalálják mit fognak táncolni az esküvőjük előtt. |     |                                                |                 |                          |                                    |                   |               |
| 24. | 2.  | Segíteni öröm (Voluntary Commitment)           | Ted Wass        | Linda Videtti Figueiredo | 2009. március 9. 2010. június 4.   | 9,95 millió n.a.  | 302           |
| Audrey-nak be kell fejeznie, amit elkezdett, ha meg akarja nyerni a Jeff-fel szembeni fogadást. Mindeközben megismerkedhetünk Russell új asszisztensével. |     |                                                |                 |                          |                                    |                   |               |
| 25. | 3.  | Jeff új barátja (Jeff's New Friend)            | Ted Wass        | Tom Hertz                | 2009. március 16. 2010. június 6.  | 11,42 millió n.a. | 303           |
| Jeff megtud egy titkot az egyik barátjáról, akivel nemrég futott össze, míg Russell újabb romantikus zűrzavarba keveredik.Ebben az új vígjátéksorozatban nyomon követhetjük egy kedves házaspár, egy friss jegyespár és egy elégedett agglegény egyedülálló barátságát, miként érvényesülnek a párkapcsolatok útvesztőjében. |     |                                                |                 |                          |                                    |                   |               |
| 26. | 4.  | A per (Dad's Visit)                            | Ted Wass        | Mike Sikowitz            | 2009. március 23. 2010. június 6.  | 11,03 millió n.a. | 304           |
| Jeff apja betoppan, azt remélve, hogy Audrey királyként fogja kezelni. Azonban látogatása balul sül el. Mindeközben Russel nem tud megszabadulni újdonsült randipartnerétől. |     |                                                |                 |                          |                                    |                   |               |
| 27. | 5.  | A hazugság ára (Lyin' King)                    | Ted Wass        | Mike Haukom              | 2009. március 30. 2010. június 7.  | 11,02 millió n.a. | 305           |
| Jeff és Audrey nem akarnak elmenni Jennifer és Adam bulijára, mivel egy különlegesebb partira van meghívásuk. Mindeközben Timmy-nek kell rajta tartania a szemét Russel-en. |     |                                                |                 |                          |                                    |                   |               |
| 28. | 6.  | Harc timmy-ért (Poaching Timmy)                | Gail Mancuso    | Jeffrey Richman          | 2009. április 13. 2010. június 8.  | 11,60 millió n.a. | 306           |
| Mikor Timmy teljesen belefárad Russell utasításaiba, Audrey reménykedik benne, hogy elrabolhatja a fiút egy kicsit Russell elől. Mindeközben, Jeff megpróbálja felvázolni hogyan nyerte meg a Giants a meccsét és Adam pedig megpróbálja meggyőzni Jennifer-t, hogy menjenek el együtt kempingezni.                          |     |                                                |                 |                          |                                    |                   |               |
| 29. | 7.  | Öreg fiú (Old Timer's Day)                     | Gail Mancuso    | Tom Hertz                | 2009. április 20. 2010. június 9.  | 10,59 millió n.a. | 307           |
| Miután Jeff elalszik Audrey mellett egy közös filmnézés közben, megpróbálja bebizonyítani, hogy ennek ellenére ő még mindig fiatal. Azonban ez a mutatvány rosszul sül el, mikor lesérül baseballozás közben. Jennifer és Adam egy újabb aprócska problémával találják szembe magukat.                                       |     |                                                |                 |                          |                                    |                   |               |
| 30. | 8.  | Kétszer is (Twice)                             | Ken Whittingham | Vanessa McCarthy         | 2009. április 27. 2010. június 10. | 11,30 millió n.a. | 308           |
| Audrey véletlenül arra utal a főnökének, hogy ő terhes és ezért különleges bánásmód jár neki a munkahelyén. Ezután otthon mindent megtesz, hogy Jeff valóban teherbe ejtse. Mikor Jennifer amis barátja látogatóba érkezik, Russell a szárnyai alá veszi és elviszi a városba szórakozni.                                    |     |                                                |                 |                          |                                    |                   |               |
| 31. | 9.  | A szingli, a gyűrűs és a hazás (The Challenge) | Gil Junger      | Vanessa McCarthy         | 2009. május 4. 2010. június 11.    | 11,33 millió n.a. | 309           |
| Könnyebb dolga van a férfinak, mikor a nő szingli, vagy házas, esetleg el van jegyezve? Russell Jeff-et és Adam-et teszteli, hogy kiderítse. |     |                                                |                 |                          |                                    |                   |               |
| 32. | 10. | Az agyturkász (Family Style)                   | Ted Wass        | Mike Sikowitz            | 2009. május 6. 2010. június 13.    | 6,30 millió n.a.  | 310           |
| Mikor más emberek Jeff tányérjából esznek, felháborodik, végül összetűzésbe kerül egy másik párral. Russell egy terápiára küldi Timmy-t. |     |                                                |                 |                          |                                    |                   |               |
| 33. | 11. | A válás legyen veled (May Divorce Be With You) | Ted Wass        | Linda Videtti Figueiredo | 2009. május 11. 2010. június 13.   | 10,14 millió n.a. | 311           |
| Audrey meghívja egy barátját, akinek szétment a házassága, hogy lakjon náluk pár napig. Russel találkozik egy nővel New Jersey-ből, azt gondolva ebben az esetben könnyebb lesz "a szeretlek, de elhagylak" taktikát bevetnie.                                                                                               |     |                                                |                 |                          |                                    |                   |               |
| 34. | 12. | A házi pénztár (House Money)                   | Gail Mancuso    | Barry Wernic             | 2009. május 18. 2010. június 14.   | 7,50 millió n.a.  | 312           |
| Audrey munkahelyi nyugalmát egy új alkalmazott teljesen szétrombolja és egy szexuális zaklatási pert indít ellene. Mindeközben Timmy kihívja Jeff-et egy krikett meccsre. |     |                                                |                 |                          |                                    |                   |               |
| 35. | 13. | Szex játékok (Sex Toy Story)                   | Gail Mancuso    | Steve Holland            | 2009. május 18. 2010. június 15.   | 12,87 millió n.a. | 313           |
| Adam és Jennifer egy titkos esküvőt tervez, azonban néhány váratlan esemény bonyolulttá teszi a dolgokat. |     |                                                |                 |                          |                                    |                   |               |

### Negyedik évad (2010)
| Sor. | Év. | Cím                                              | Rendező               | Író                     | Premier                            | Nézettség         | Gyártási szám |
| ---- | --- | ------------------------------------------------ | --------------------- | ----------------------- | ---------------------------------- | ----------------- | ------------- |
| 36.  | 1.  | Egy kis munkahelyi flört (Flirting)              | John Pasquin          | Tom Hertz               | 2010. március 1. 2010. június 16.  | 9,73 millió n.a.  | 401           |
| 37.  | 2.  | Egy alvás és egy maflás (Snoozin' for a Bruisin) | Andy Cadiff           | Barry Wernick           | 2010. március 8. 2010. június 17.  | 10,07 millió n.a. | 402           |
| 38.  | 3.  | Atlantic cíty (Atlantic City)                    | John Pasquin          | Lance Whinery           | 2010. március 15. 2010. június 18. | 7,70 millió n.a.  | 403           |
| 39.  | 4.  | Márpedig szellemek léteznek (Ghost Story)        | Andy Cadiff           | Alex Barnow             | 2010. március 22. 2010. június 21. | 8,48 millió n.a.  | 404           |
| 40.  | 5.  | A négy oszlop (The Four Pillars)                 | John Pasquin          | Mike Sikowitz           | 2010. március 29. 2010. június 22. | 10,79 millió n.a. | 405           |
| 41.  | 6.  | A lista (3rd Wheel)                              | Andy Cadiff           | Vanessa McCarthy        | 2010. április 5. 2010. június 23.  | 7,05 millió n.a.  | 407           |
| 42.  | 7.  | A szakítás (Indian Giver)                        | Andy Cadiff           | Jeffrey Richman         | 2010. április 12. 2010. június 24. | 7,36 millió n.a.  | 407           |
| 43.  | 8.  | Üsd a gnómot (Free Free Time)                    | John Pasquin          | Christopher Shiple      | 2010. április 19. 2010. június 25. | 7,49 millió n.a.  | 408           |
| 44.  | 9.  | Hajrá Rangers (The Score)                        | John Pasquin          | Gloria Calderon Kellett | 2010. április 26. 2010. június 28. | 6,83 millió n.a.  | 409           |
| 45.  | 10. | A béranya (The Surrogate)                        | Gail Mancuso          | Jeffrey Richman         | 2010. május 3. 2010. június 29.    | 7,21 millió n.a.  | 410           |
| 46.  | 11. | Az osztálytalálkozó (Reunion)                    | John Pasquin          | Mike Haukom             | 2010. május 10. 2010. június 30.   | 8,16 millió n.a.  | 411           |
| 47.  | 12. | Szexuális zaklatás (Harassment)                  | Leonard R. Garner Jr. | Vanessa McCarthy        | 2010. május 17. 2010. július 1.    | 7,71 millió n.a.  | 412           |
| 48.  | 13. | Esküdj meg hogy titokban esküszünk? (They Do?)   | Gail Mancuso          | Tom Hertz               | 2010. május 24. 2010. július 2.    | 8,23 millió n.a.  | 413           |

### Ötödik évad (2010-2011)
| Sor. | Év. | Cím                                           | Rendező               | Író                     | Premier              | Nézettség        | Gyártási szám |
| ---- | --- | --------------------------------------------- | --------------------- | ----------------------- | -------------------- | ---------------- | ------------- |
| 49.  | 1.  | A bérmami (Surro-gate)                        | Ted Wass              | Tom Hertz               | 2011. szeptember 20. | 8,35 millió n.a. | 501           |
| 50.  | 2.  | Ámor nyila (The Bank)                         | Ted Wass              | Mike Sikowitz           | 2011. szeptember 27. | 8,15 millió n.a. | 502           |
| 51.  | 3.  | A repülőszőnyeg (Rug-of-War)                  | Ted Wass              | Barry Wernick           | 2011. október 4.     | 8,43 millió n.a. | 503           |
| 52.  | 4.  | Marok marcsi (Handy Man)                      | Ted Wass              | Mike Haukom             | 2011. október 11.    | 7,99 millió n.a. | 504           |
| 53.  | 5.  | Tűzszünet (Play Ball)                         | Ted Wass              | Vanessa McCarthy        | 2011. október 18.    | 7,86 millió n.a. | 505           |
| 54.  | 6.  | A férfibeszéd (Baked)                         | Ted Wass              | Tim Doyle               | 2011. október 25.    | 8,17 millió n.a. | 506           |
| 55.  | 7.  | Fej vagy írás (Mannequin Head Ball)           | Ted Wass              | Michael A. Ross         | 2011. november 1.    | 8,61 millió n.a. | 507           |
| 56.  | 8.  | Ámor nyila (Les-bro)                          | Ted Wass              | Gloria Calderon Kellett | 2011. november 8.    | 8,19 millió n.a. | 508           |
| 57.  | 9.  | Hokusz bónusz (The Big Picture)               | Ted Wass              | Becky Mann              | 2011. november 15.   | 7,92 millió n.a. | 509           |
| 58.  | 10. | A fagyi visszanyal (Fun Run)                  | Ted Wass              | Tom Hertz               | 2011. november 22.   | 7,96 millió n.a. | 510           |
| 59.  | 11. | Új állás új élet (Refusing to Budget)         | Ted Wass              | Mike Sikowitz           | 2011. december 6.    | 8,78 millió n.a. | 511           |
| 60.  | 12. | Boldog karácsonyt (Little Bummer Boy)         | Ted Wass              | Christopher Shiple      | 2011. december 13.   | 9,59 millió n.a. | 512           |
| 61.  | 13. | Egy kis otthoni nyújtás (The Home Stretch)    | Gail Mancuso          | Lance Whinery           | 2011. január 3.      | 9,76 millió n.a. | 513           |
| 62.  | 14. | Egy kis varázslat (Uh-Oh It's Magic)          | Gail Mancuso          | Vanessa McCarthy        | 2011. január 17.     | 9,89 millió n.a. | 514           |
| 63.  | 15. | Tánc és ének (Singing and Dancing)            | Gail Mancuso          | Tim Doyle               | 2011. február 7.     | 9,41 millió n.a. | 515           |
| 64.  | 16. | Jeff nap (Jeff Day)                           | Gail Mancuso          | Barry Wernick           | 2011. február 24.    | 9,45 millió n.a. | 516           |
| 65.  | 17. | A petesejt (Zygote)                           | Gail Mancuso          | Michael Ross            | 2011. március 3.     | 8,24 millió n.a. | 517           |
| 66.  | 18. | A házassági évforduló (Anniversary Chicken)   | Gail Mancuso          | Mike Haukom             | 2011. március 10.    | 9,40 millió n.a. | 518           |
| 67.  | 19. | Egy lehetetlen küldetés (The Set Up)          | Leonard R. Garner Jr. | Gloria Calderon Kellett | 2011. március 31.    | 8,25 millió n.a. | 519           |
| 68.  | 20. | Menekülés (Beating the System)                | Victor Gonzalez       | Becky Mann              | 2011. április 7.     | 8,69 millió n.a. | 520           |
| 69.  | 21. | A titokzatos pillantás (The Jeff Photo)       | Tom Hertz             | Tom Hertz               | 2011. március 28.    | 7,86 millió n.a. | 521           |
| 70.  | 22. | Dupla öröm (Double Down)                      | Ted Wass              | Mike Sikowitz           | 2011. május 5.       | 7,72 millió n.a. | 522           |
| 71.  | 23. | Szakíts ha bírsz (The Power Couple)           | Gail Mancuso          | Vanessa McCarthy        | 2011. május 12.      | 8,16 millió n.a. | 523           |
| 72.  | 24. | Szerelemhajó (The Last of the Red Hat Lovers) | Tom Hertz             | Michael A. Ross         | 2011. május 19.      | 8,80 millió n.a. | 524           |

### Hatodik évad (2011-2012)
| Sor. | Év. | Cím                                            | Rendező               | Író                     | Premier                                | Nézettség         | Gyártási szám |
| ---- | --- | ---------------------------------------------- | --------------------- | ----------------------- | -------------------------------------- | ----------------- | ------------- |
| 73.  | 1.  | Mocskos szavak (Dirty Talk)                    | Ted Wass              | Mike Sikowitz           | 2011. október 20. 2012. augusztus 10.  | 11,45 millió n.a. | 601           |
| 74.  | 2.  | A suttyók visszavágnak (Bros Before Nodes)     | Ted Wass              | Michael A. Ross         | 2011. október 27. 2012. augusztus 13.  | 10,62 millió n.a. | 602           |
| 75.  | 3.  | A néma Audrey (Audrey is Dumb)                 | Tom Hertz             | Tom Hertz               | 2011. november 3. 2012. augusztus 14.  | 11,81 millió n.a. | 603           |
| 76.  | 4.  | Hív a természet (Nature Calls)                 | Ted Wass              | Mike Haukom             | 2011. november 10. 2012. augusztus 15. | 11,57 millió n.a. | 604           |
| 77.  | 5.  | Hang üzenet (Shy Dial)                         | Ted Wass              | Tim Doyle               | 2011. november 17. 2012. augusztus 16. | 10,90 millió n.a. | 605           |
| 78.  | 6.  | A csalás (Cheating)                            | Tom Hertz             | Tim Doyle               | 2011. december 8. 2012. augusztus 17.  | 9,95 millió n.a.  | 606           |
| 79.  | 7.  | Párban szép az élet (The Chair)                | Ted Wass              | Mike Haukom             | 2011. december 15. 2012. augusztus 21. | 9,53 millió n.a.  | 607           |
| 80.  | 8.  | Gubera vadász (Scavenger Hunt)                 | Mark Cendrowski       | Mike Haukom             | 2012. március 29. 2012. augusztus 22.  | 8,65 millió n.a.  | 608           |
| 81.  | 9.  | Egy nemes cselekedet (A Big Bust)              | Leonard R. Garner Jr. | Gloria Calderon Kellett | 2012. április 8. 2012. augusztus 23.   | 8,58 millió n.a.  | 609           |
| 82.  | 10. | Szeretkezés után (After The Lovin)             | Ted Wass              | Tom Hertz               | 2012. április 12. 2012. augusztus 24.  | 8,46 millió n.a.  | 610           |
| 83.  | 11. | Elmulasztott találkozások (Missed Connections) | Tom Hertz             | Christopher Shiple      | 2012. április 19. 2012. augusztus 27.  | 7,57 millió n.a.  | 611           |
| 84.  | 12. | Öt dolog (The Five Things)                     | Ted Wass              | Dan Kopelman            | 2012. április 26. 2012. augusztus 28.  | 8,17 millió n.a.  | 612           |
| 85.  | 13. | Húshaburú (Meat Wars)                          | Ted Wass              | Lance Whinery           | 2012. május 3. 2012. augusztus 29.     | 8,88 millió n.a.  | 613           |
| 86.  | 14. | Viszlát Dolly (Goodbye Dolly)                  | Ted Wass              | Becky Mann              | 2012. május 10. 2012. augusztus 30.    | 8,77 millió n.a.  | 614           |
| 87.  | 15. | Audrey babaváró partija (Audrey's Shower)      | Ted Wass              | Vanessa McCarthy        | 2012. május 17. 2012. augusztus 31.    | 7,17 millió n.a.  | 615           |

### Hetedik évad (2013)
| Sor. | Év. | Cím                                           | Rendező       | Író                     | Premier                           | Nézettség        | Gyártási szám |
| ---- | --- | --------------------------------------------- | ------------- | ----------------------- | --------------------------------- | ---------------- | ------------- |
| 89.  | 1.  | Liz beköltözik (Liz Moves In)                 | Ted Wass      | Dan Kopelman            | 2013. február 4. 2013. július 16. | 9,40 millió n.a. | 701           |
| 90.  | 2.  | A nagy névrablás (Taking Names)               | Ted Wass      | Mike Sikowitz           | 2013. február 11.                 | 8,39 millió n.a. | 702           |
| 91.  | 3.  | Kutyák és mácskák (Cats & Dogs)               | Doug Robinson | Christopher Shiple      | 2013. február 18.                 | 8,19 millió n.a. | 703           |
| 92.  | 4.  | A varázssüti (Cupcake)                        | Ted Wass      | Vanessa McCarthy        | 2013. február 25.                 | 7,89 millió n.a. | 704           |
| 93.  | 5.  | Örökké fiatal (Fountain of Youth)             | Ted Wass      | Mike Sikowitz           | 2013. március 4.                  | 6,92 millió n.a. | 705           |
| 94.  | 6.  | Mese, mese, átka (Baby Talk)                  | Tom Hertz     | Tim Doyle               | 2013. március 14.                 | 7,05 millió n.a. | 706           |
| 95.  | 7.  | Szerepjáték (Role Play)                       | Ted Wass      | Lance Whinery           | 2013. március 18.                 | 6,78 millió n.a. | 707           |
| 96.  | 8.  | Partiszerviz (Catering)                       | Tom Hertz     | Vanessa McCarthy        | 2013. március 25.                 | 6,30 millió n.a. | 708           |
| 97.  | 9.  | Főzősuli (Cooking Class)                      | Ted Wass      | Michael A. Ross         | 2013. április 15.                 | 6,11 millió n.a. | 709           |
| 98.  | 10. | Kellemetlen meglepetés (Unpleasant Surprises) | Gail Mancuso  | Andy Roth               | 2013. április 22.                 | 5,21 millió n.a. | 710           |
| 99.  | 11. | Timmy felmond (Timmy Quits)                   | Megyn Price   | Mike Haukom             | 2013. április 29.                 | 6,21 millió n.a. | 711           |
| 100. | 12. | A kis dolog néha nagy dolog (A Wee Problem)   | Carlos Pinero | Gloria Calderon Kellett | 2013. május 6.                    | 6,74 millió n.a. | 712           |
| 101. | 13. | A dupla esküvő (100th)                        | Tom Hertz     | Tom Hertz               | 2013. május 20.                   | 6,25 millió n.a. | 713           |